# Карькина, Валерия Ивановна
Вале́рия Ива́новна Ка́рькина (1917—1986) — советский учёный, технолог производства пороха.

## Биография
Окончила школу № 4 в посёлке Богословске. В 1941 году окончила МХТИ имени Д. И. Менделеева.
Работала на предприятии Дзержинска, носившем названия ОИЗ-512, ОТБ-512, с 1947 НИИ-125. В последующем — на преподавательской работе в МХТИ.

## Награды и премии
- Сталинская премия третьей степени (1947) — за разработку новой технологии производства пороха (отвечала за оптимальное соотношение компонентов).